# کشیم‌های کوچک

کشیم‌های کوچک یا شیرجه‌زن‌های سریع (نام علمی: Tachybaptus) نام یک سرده از تیره کشیم است.

## گونه‌ها
- کشیم کوچک،  Tachybaptus ruficollis
- کشیم سه‌رنگه،  Tachybaptus tricolor[۱]
- کشیم استرالیایی Tachybaptus novaehollandiae
- کشیم ماداگاسکار،  Tachybaptus pelzelnii
- کشیم آلائوترا (rusty grebe), Tachybaptus rufolavatus - انقراض (last seen in 1985, declared extinct in 2010[۲][۳])
- کشیم کمینه،  Tachybaptus dominicus